# Les Héros du mal

Les Héros du mal (Los héroes del mal) est un film espagnol écrit, réalisé et produit par Zoe Berriatúa en 2015.
Le film traite comme thème, l'alcool, la drogue, le sexe, l'homosexualité et la violence et autre.

## Synopsis
Le film parle de trois adolescents marginaux qui vivent dans l'humiliation et la violence dès leur rentrée scolaire.
Tout au long de l'histoire, ces trois lycéens vont se faire humilier et agresser jusqu'à leur vengeance qui tourne au drame.

## Fiche technique
- Titre : Les Héros du mal
- Titre original : Los héroes del mal
- Scénario : Zoe Berriatúa
- Réalisation : Zoe Berriatúa
- Photographie : Iván Román
- Montage : Emilio González
- Production : Bestia Produce, Nadie es Perfecto, Pokeepsie Films
- Producteurs : Carolina Bang, Zoe Berriatúa, Álex de la Iglesia, Adán Martín, Kiko Martínez, Araceli Pérez Rastrilla, Iván Román
- Musique : Benjamin Britten, Sergueï Prokofiev, Aram Khatchaturian, Maurice Ravel, Antonio Vivaldi, Henry Purcell
- Lieux de tournage : Madrid, Salamanque

## Distribution
Aucune informations concernant la version française du film.
- Jorge Clemente : Aritz
- Emilio Palacios : Esteban
- Beatriz Medina : Sara
- Roman Rymar : Marginado Grandullón
- Macarena Gómez : Prostituée
- Javier Manrique : Professeur de science

## Distinctions
- Festival du cinéma espagnol de Malaga 2015 : mention spéciale du jury pour Emilio Palacios
- Festival international du film de Moscou 2015 : nomination pour Zoe Berriatúa